# Anna Bolena
Anna Bolena (in der deutschen Fassung „Anna Boleyn“) ist eine Oper (Originalbezeichnung: „tragedia lirica“) in zwei Akten von Gaetano Donizetti. Das Libretto verfasste Felice Romani. Als literarische Vorlagen dienten ihm die Dramen Henri VIII (1791) von Marie-Joseph de Chénier und Anna Bolena (1788) von Alessandro Pèpoli. Die historische Vorlage für die Titelfigur war Anne Boleyn. Die Uraufführung fand am 26. Dezember 1830 im Teatro Carcano in Mailand mit Giuditta Pasta in der Titelrolle statt.
Da die Oper als Ganzes (je nach Tempowahl) gut drei Stunden dauert und damit länger als viele Donizetti-Opern ist, werden in manchen Aufführungen Striche und auch größere Kürzungen vorgenommen.

## Handlung

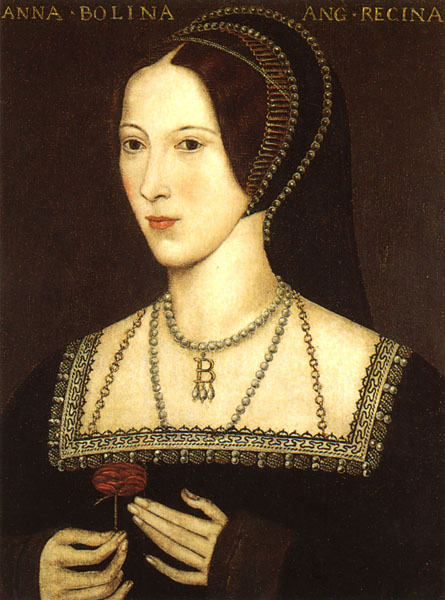
Die historische Anne Boleyn

### Vorgeschichte
Die Oper spielt 1536 in England, drei Jahre nachdem König Enrico VIII seine zweite Gemahlin Anna Bolena geheiratet hat. In der Oper erfahren wir, dass Anna eigentlich Lord Percy liebte, der jedoch von Enrico aus England verbannt wurde, um ihn aus Annas Nähe zu entfernen. Anna gab daraufhin ihrer Sucht nach Ehre und Ruhm an der Seite des Herrschers von England nach und heiratete den König.
Mittlerweile ist Enrico ihrer bereits überdrüssig und stattdessen leidenschaftlich in Annas Hofdame und Vertraute Giovanna Seymour verliebt.

### Erster Akt

#### Szene 1
Im Schloss Windsor warten die Höflinge auf die Ankunft des Königs. Sie ahnen, dass der König eine neue Geliebte hat, und tuscheln mitleidig über Königin Annas bevorstehenden Fall. Giovanna Seymour selber wird von einem schlechten Gewissen geplagt.
Als Anna erscheint, wundert sie sich über die traurige Atmosphäre und bittet den Pagen Smeton, die Stimmung der Höflinge und ihre eigene Melancholie mit einem Lied aufzuheitern. Doch als Smeton, der selber heimlich in Anna verliebt ist, sich in seinem Ständchen in dunklen Anspielungen von „erster Liebe“ ergeht, unterbricht ihn die Königin beunruhigt. Heimlich trauert sie ihrer früheren, innig empfundenen Liebe zu Lord Percy nach. In einer Unterredung mit Giovanna gesteht Anna, wie unglücklich und einsam sie sich in ihrer Ehe fühlt, und beschwört ihre Hofdame, sich nie vom Glanz eines königlichen Throns verführen zu lassen.
Giovanna bleibt allein und mit schlechtem Gewissen zurück. Sie hat Angst, die Königin könnte erfahren, dass sie selber deren Nebenbuhlerin ist. Da sie außerdem um ihren guten Ruf fürchtet, bittet sie den König bei dessen Erscheinen, das Verhältnis mit ihr zu lösen. Dieser aber interpretiert den Wunsch seiner Geliebten völlig falsch. Er glaubt, Giovanna wolle Königin werden. Das bestärkt ihn darin, sich so bald wie möglich von seiner verhassten Frau zu trennen.

#### Szene 2
Der König betreibt ein schändliches Spiel: um seine Gattin des Ehebruchs überführen zu können, holt er den verbannten Lord Percy aus dessen Exil in die Heimat zurück. Im Schlosspark trifft dieser auf den völlig überraschten Lord Rochefort, Annas Bruder. Percy gesteht diesem, wie unglücklich er fern von England war und dass er Anna nie vergessen habe. Rochefort warnt ihn.
Enrico und Anna erscheinen inmitten einer Jagdgesellschaft, und als die ahnungslose Königin ihren ehemaligen Geliebten erblickt, ist sie hochgradig verwirrt. Enrico lädt Percy scheinheilig ein, bei Hofe zu bleiben.

#### Szene 3
In einem Vorraum zu den Gemächern der Königin. Der Page Smeton, als glühender Verehrer Annas, hat ihr vor kurzem ein Miniaturporträt entwendet. Jetzt aber bereut er seine Tat, und nachdem er das Bildnis ein letztes Mal geküsst hat, will er es an seinen ursprünglichen Platz zurückbringen. Dabei wird er durch die plötzliche Ankunft Annas und ihres Bruders Rochefort unterbrochen; schnell flüchtet Smeton hinter einen Vorhang, von wo aus er das weitere Geschehen verfolgen kann.
Obwohl Anna stark beunruhigt ist über Rocheforts Bitte, Percy in einer potentiell kompromittierenden Privataudienz zu empfangen, lässt sie diesen ein letztes Mal kommen. Als Percy bekennt, dass die Glut seiner Liebe zu ihr nie erloschen sei, gesteht sie ihm zwar, dass sie in ihrer Ehe und in ihrem Status als Königin todunglücklich sei, fordert ihn jedoch entschieden auf zu gehen: er solle möglichst weit weg, im Ausland, sein Glück mit einer anderen Frau suchen und dürfe sie nie mehr wiedersehen. Percy ist danach so verzweifelt, dass er sich mit dem Schwert töten will. Smeton hinter dem Vorhang missversteht die Lage: Er glaubt, Percy wolle Anna umbringen. Schnell tritt er aus seinem Versteck hervor, um die Königin vor dem vermeintlichen Angriff zu schützen. Just in diesem Moment rückt der König auf den Plan. Zitternd lässt der Page Annas Bild aus seinem Wams fallen. Dies liefert dem König den ersehnten „Beweis“, dass ihn seine Frau nicht nur mit Percy, sondern auch noch mit ihrem Pagen betrügt. Entgegen Annas Protesten und Bitten lässt er alle drei und Rochefort festnehmen.

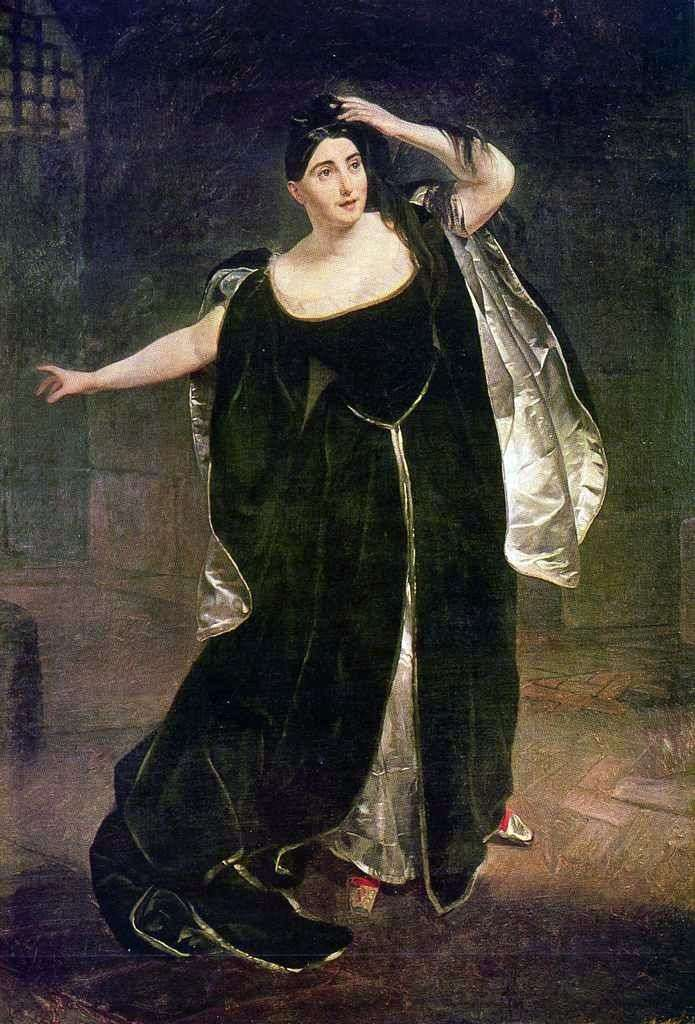
Giuditta Pasta als Anna Bolena, ca. 1830

### Zweiter Akt

#### Szene 1
In dem Raum, in dem sie gefangen gehalten wird, macht sich Anna keine falschen Hoffnungen mehr: sie weiß, dass ihr Schicksal besiegelt ist. Als der König durch Hervey auch noch ihre Hofdamen entfernen lässt, kniet sie zu einem Gebet nieder. Da kommt Giovanna und empfiehlt ihrer Herrin (offenbar unter dem Einfluss des Königs), sich schuldig zu bekennen, um sich vor der Hinrichtung zu bewahren; einen anderen Ausweg gebe es nicht. Anna ist darüber höchst befremdet und lehnt eine solch entehrende Lüge ab, und als Giovanna Enricos Geliebte erwähnt, fragt sie nach deren Namen. Doch als Giovanna ausweichend nur von „einer Unglücklichen“ spricht, gerät Anna in Rage und verflucht diese in höchster Empörung, Schmerz und Abscheu. Doch durch Giovannas wachsendes Entsetzen wird der Königin schließlich bewusst, dass diese selber ihre Rivalin ist. Anna fällt aus allen Wolken und ist völlig außer sich über diese Entdeckung; doch dann weicht ihr Empfinden einem vergebenden Mitleid: nicht Giovanna sei die wahre Schuldige, sondern ihr Verführer, der König.

#### Szene 2
Im Ratssaal der Peers tagt das Tribunal. Um die von ihm Angebetete zu retten, sagt der Page – angestiftet vom König – die Unwahrheit und bekennt sich schuldig. Anschließend erhebt der König Klage gegen seine Frau und gegen Lord Percy. Dieser ist so verzweifelt und zugleich trotzig, dass er behauptet, Anna sei eigentlich seine eigene rechtmäßige Gemahlin und ihre Ehe mit Enrico daher ungültig. Anna fällt über diesen Eklat beinahe in Ohnmacht, erkennt aber die gute Absicht und ist darüber bezaubert. Der empörte König lässt die beiden abführen.
Giovanna unternimmt einen letzten Versuch, Annas Leben zu retten. Als Hervey das Todesurteil bringt, bitten auch die Hofdamen und Edelleute um Milde. Giovanna fleht den König nochmals inbrünstig an, seine Frau zu schonen; aber dieser bleibt hart.

#### Szene 3
In den Kerkern des Towers in London. Lord Percy und Rochefort sind zum Tode verurteilt, aber Hervey bringt ihnen die Nachricht, dass der König sie begnadige. Doch als sie erfahren, dass Anna selber nicht geschont werden wird, lehnen sie in ehrenvoller Loyalität zu ihr ab und sind bereit zu sterben.
Die Hofdamen sind vor der Exekution voller Mitleid für Anna. Als diese erscheint, zeigt sich, dass sie den Verstand verloren hat: mit widerstreitenden Gefühlen wähnt sie sich an ihrem Hochzeitstag mit Enrico und erlebt noch einmal die Zeit ihrer ersten großen Liebe mit Percy. Aus ihrem Delirium erwacht sie nur kurzfristig, als die anderen Verurteilten hereingebracht werden. Sie kniet zu einem innigen Gebet nieder, wird aber durch fröhliche Klänge und Böllerschüsse wieder in die Realität geholt und muss erfahren, dass Enrico im selben Moment mit Giovanna Hochzeit feiert. Anna fleht zu Gott, er möge dem sündigen Paar vergeben. Am Ende werden alle Verurteilten dem Henker zugeführt.

## Orchesterbesetzung
Die Orchesterbesetzung der Oper enthält die folgenden Instrumente:
- Holzbläser: zwei Flöten (2. auch Piccolo), zwei Oboen (2. auch Englischhorn), zwei Klarinetten, zwei Fagotte
- Blechbläser: vier Hörner, zwei Trompeten, drei Posaunen
- Pauken, Schlagzeug: Kleine Trommel, Große Trommel, Becken
- Harfe
- Streicher
- Bühnenmusik hinter der Szene: zwei Hörner, Banda (nicht differenziert), Trommeln

## Musiknummern
Erster Akt
- Nr. 1. Introduktion: Né venne il Re? (Chor)
- Nr. 2. Sortita: Ella di me sollecita (Giovanna)
- Nr. 3. Szene und Romanza – Cavatina: Deh non voler costringere (Smeton) – Come, innocente giovane (Anna, Chor)
- Nr. 4. Szene und Duett: Tutta in voi la luce mia (Enrico, Giovanna)
- Nr. 5. Szene und Cavatine: Da quel dì che, lei perduta (Percy, Chor)
- Nr. 6. Szene und Quintett: Io sentii sulla mia mano (Anna, Enrico, Hervey, Percy, Rochefort, Chor)
- Nr. 7. Szene und Cavatine: Ah, parea che per incanto (Smeton)
- Nr. 8. Szene und Duett: S’ei t’abborre, io t’amo ancora (Percy, Anna)
- Nr. 9. Finale I: Tace ognuno, è ognun tremante (Enrico, Smeton, Percy, Anna, Rochefort, Giovanna, Chor)

Zweiter Akt
- Nr. 10. Introduktion: Oh, dove mai ne andarono (Chor)
- Nr. 11. Szene und Duett: Sul suo capo aggravi un Dio (Anna, Giovanna)
- Nr. 12. Chor, Szene und Terzett: Ebben? Dinanzi ai giudici – Ambo morrete, o perfidi (Enrico, Anna, Percy)
- Nr. 13. Szene und Arie: Per questa fiamma indomita (Giovanna, Chor)
- Nr. 14. Rezitativ, Szene und Arie: Vivi tu, te ne scongiuro (Percy)
- Nr. 15. Chor Chi può vederla a ciglio asciutto
- Nr. 16. Szene und Finale II: Piangete voi? – Al dolce guidami (Anna) – Coppia iniqua

## Musikalische Gestaltung

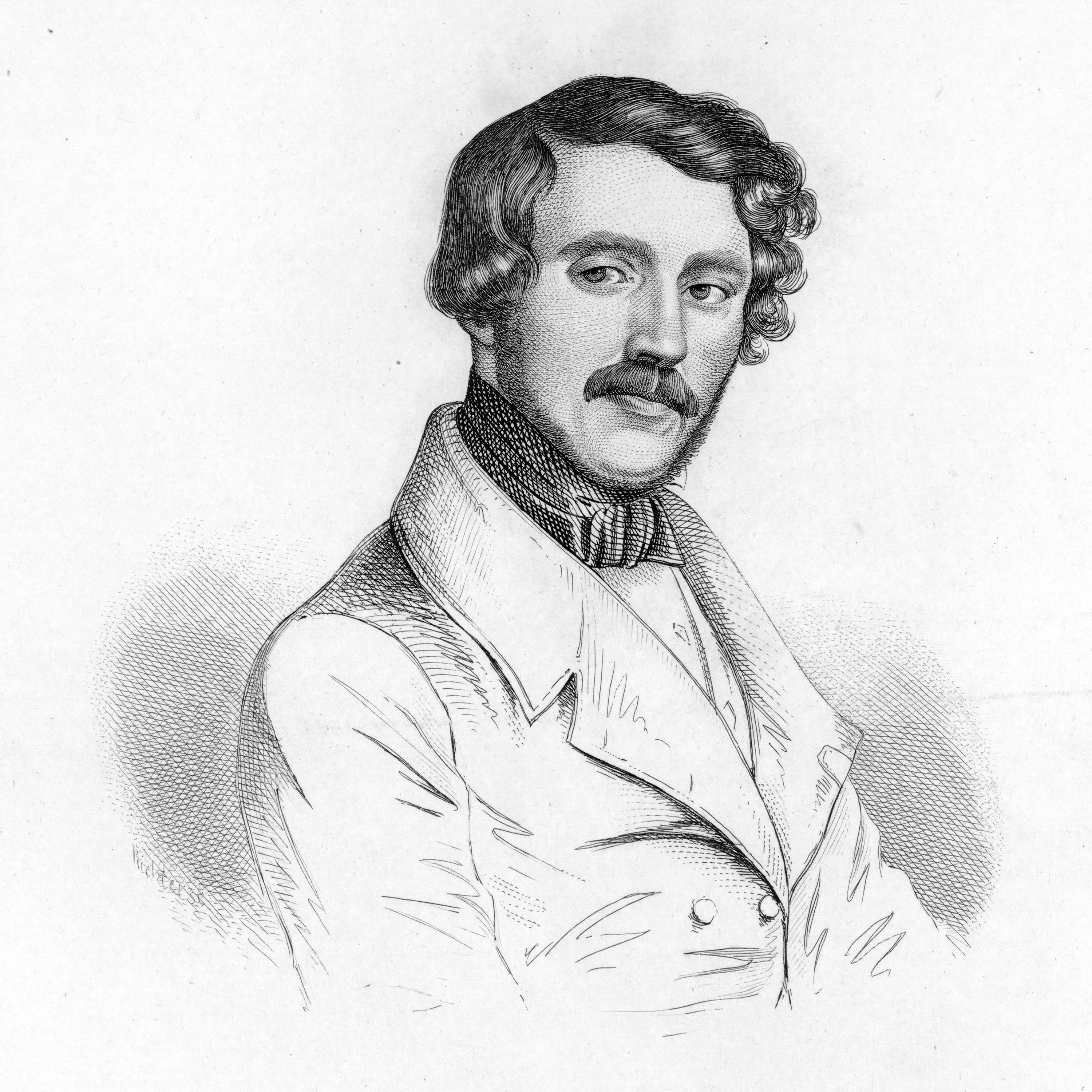
Gaetano Donizetti

Anna Bolena gehört zu Donizettis anerkannten Meisterwerken, und seine Musik ist hier von durchgehend hoher Qualität und Inspiration. Es war seine erste Oper, in der er einen ganz ausgereiften eigenen Stil entwickelt und mit der er die Grenze zur Romantik vollständig überschritten hat. Während er in seiner nur eineinhalb Jahre früher entstandenen Elisabetta al castello di Kenilworth im koloraturenreichen Gesangsstil noch Rossini-Floskeln verwendet – sie entstand allerdings auch für dessen ehemalige Hochburg Neapel und mit einem von Rossinis Lieblingssängern, Giovanni David, im Ensemble –, ist davon in Anna Bolena so gut wie nichts mehr zu spüren. Dabei ist der canto fiorito hier keineswegs aufgegeben, aber die Verzierungen und Koloraturen sind origineller, weniger vordergründig und weicher mit der durchweg ausdrucksvollen und edlen Melodik verschmolzen. Annas Aria finale „Al dolce guidami“ bezeichnete der Donizetti-Spezialist William Ashbrook als „vielleicht das schönste Beispiel für Koloraturen, die um ihrer dramatischen Wirkung willen und nicht nur als Verzierung eingesetzt werden“.
Dieser zwar belcantistische, aber vom überreichen Koloraturenschmuck der Rossini-Epoche deutlich entschlackte Stil der Oper ist nicht ganz ohne Vorbild und scheint sich tendenziell an Bellinis bis dahin entstandene Opern Il pirata (1827) oder La straniera (1829) anzulehnen. Es ist außerdem nicht ganz unwahrscheinlich, dass auch Giuditta Pasta, die für ihre große Ausdruckskraft und -palette berühmte erste Interpretin der Titelfigur, einen gewissen Einfluss auf Donizettis Komposition nahm, wie sie das auch (etwas später) bei Bellini zu tun pflegte; immerhin war Donizetti während der Komposition zu Gast bei der Pasta in ihrer Villa am Comer See.
Trotz des zuvor Gesagten ist die Oper keine „Bellini-Kopie“, sondern eine eigenständige Leistung Donizettis. Sein Orchestersatz ist etwas voller und klassischer als Bellinis, ohne aber hier – wie zuweilen noch in früheren Werken – an seinen Lehrer Mayr zu erinnern. Auch seine in dieser Oper besonders reiche und bewegliche melodische Erfindungsgabe unterscheidet sich von Bellini durch den etwas klassischeren Aufbau, mit mehr Wiederholungen oder Sequenzen und meistens nicht ganz so lang ausgesponnenen Melodiebögen. Auch gibt es bei Donizetti zwar wunderbar elegische Momente, er tendiert jedoch ansonsten zu einer abwechslungsreichen und lebhafteren Dramatik.
Besonders auffällig sind die zahlreichen höchst gelungenen Ensembles: allein drei Duette, ein Terzett, ein Quintett sowie ein kurzes Sextett im ersten Finale. Dabei gelingt es dem Komponisten, ohne jemals die melodische Schönheit aus dem Blick zu verlieren, realistisch wirkende, sensibel gezeichnete, dramatische Situationen voll tiefer und ehrlicher Gefühle zu kreieren. Die Formentypen der Belcanto-Oper werden dabei akzeptiert, aber gleichzeitig fantasievoll transzendiert, unter Vermeidung jeder Formelhaftigkeit. Dass ihm dies so wunderbar gelingt, ist sicher auch dem sehr guten Libretto von Felice Romani zu verdanken, worauf schon Ashbrook hinwies.
Von besonderer Expressivität ist die anspruchsvolle Titelpartie, deren Interpretin in der abschließenden, musikalisch exquisiten Wahnsinnsszene noch einmal alle Register ihrer Kunst ziehen kann.
Es mag erstaunen, dass Donizetti bei der Komposition dieser wie aus einem Guss wirkenden Oper einiges an Material aus früheren Werken verwendete, darunter aus seiner 1826 entstandenen und nie aufgeführten Gabriella di Vergy sowie aus Otto mesi in due ore (1827), Il paria (1829) und Imelda de’ Lambertazzi (1830); die erste Phrase der Aria finale „Al dolce guidami“ übernahm er sogar aus seinem ganz frühen und 1830 längst vergessenen Enrico di Borgogna (1818).
Es sei darauf hingewiesen, dass die in der Uraufführung von der jungen Elisa Orlandi gesungene Partie der Giovanna Seymour zwar hier und da, punktuell und passend zum Text bis zum tiefen h oder b hinab geführt wird (ähnlich wie auch die Titelrolle), dass sie aber grundsätzlich in Sopranlage komponiert ist und im Duett mit Anna im zweiten Akt sogar über weite Strecken höher als diese geführt wird, teilweise in einer selbst für einen normalen Sopran hohen Lage (z. B. im letzten Abschnitt meist zwischen d’’ und b’’). Seit der Wiederentdeckung der Oper Mitte des 20. Jahrhunderts wird die Giovanna aber, ähnlich wie die Rolle der Adalgisa in Bellinis Norma (UA: 26. Dezember 1831), normalerweise mit Mezzosopranistinnen besetzt – wohl aus besetzungspolitischen Gründen und/oder um sie nach spätromantischem Muster als schuldige femme fatale zu kennzeichnen, vielleicht auch, um die beiden Frauenstimmen deutlicher voneinander unterscheidbar zu machen. Das führt jedoch in den meisten Fällen und über längere Strecken zu einem relativ angespannten und angestrengteren Singen, als mit den Idealen des frühromantischen Belcanto vereinbar und vom Komponisten beabsichtigt ist.

## Entstehung und Uraufführung

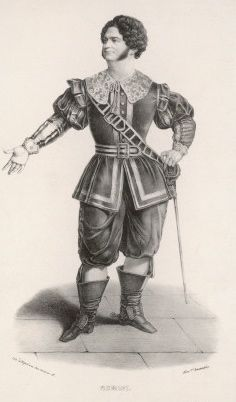
Giovanni Battista Rubini als Percy 1830

1822 hatte Donizetti mit seiner Oper Chiara e Serafina an der Mailänder Scala einen Misserfolg erlitten. Um eine solche „Schmach“ nicht zu wiederholen, sammelte er all seine Kräfte, als er 1830 von einer Gruppe reicher Adliger und Kaufleute den Auftrag erhielt, für das kleine Teatro Carcano in derselben Stadt eine Oper zu schreiben. Den vollständigen Libretto-Text erhielt Donizetti von dem notorisch langsam arbeitenden Romani erst am 10. November, einen Monat vor Probenbeginn.
Die Mühe hatte sich gelohnt: Mit Anna Bolena, seiner 35. Oper, schaffte Donizetti (nicht nur) in Mailand endlich den ganz großen Durchbruch. Die Uraufführung am 26. Dezember 1830 bescherte ihm einen Triumph und machte ihn zum führenden Komponisten des italienischen Musiktheaters neben Bellini, dessen Oper La sonnambula ebenfalls mit Pasta und dem Tenor Rubini einige Monate später in der gleichen Spielzeit und am selben Theater uraufgeführt wurde.
Bei der Uraufführung im Teatro Carcano in Mailand sangen neben Giuditta Pasta (Anna Bolena) und Giovanni Battista Rubini (Lord Riccardo Percy) Filippo Galli (Enrico VIII), Elisa Orlandi (Giovanna Seymour), Lorenzo Biondi (Lord Rochefort), Enrichetta Laroche (Smeton) und Antonio Crippa (Sir Harvey). Die Bühnenbilder entwarf Alessandro Sanquirico.
Abgesehen von einigen kleineren Kürzungen und Streichungen, die Donizetti wahrscheinlich während der Proben vornahm, revidierte er die Partitur nach etwa einem Monat: in Akt I schrieb er eine neue Cabaletta zu Percys Auftrittsarie und ersetzte das Duett für Anna und Percy „Ei t’aborre ... Per pietà del mio spavento“ durch ein neues – in der weiteren Aufführungsgeschichte der Oper wurde jedoch oft das ursprüngliche Duett verwendet –, außerdem in Akt II eine neue Cabaletta für das Terzett Anna-Percy-Enrico.

## Weitere Aufführungsgeschichte

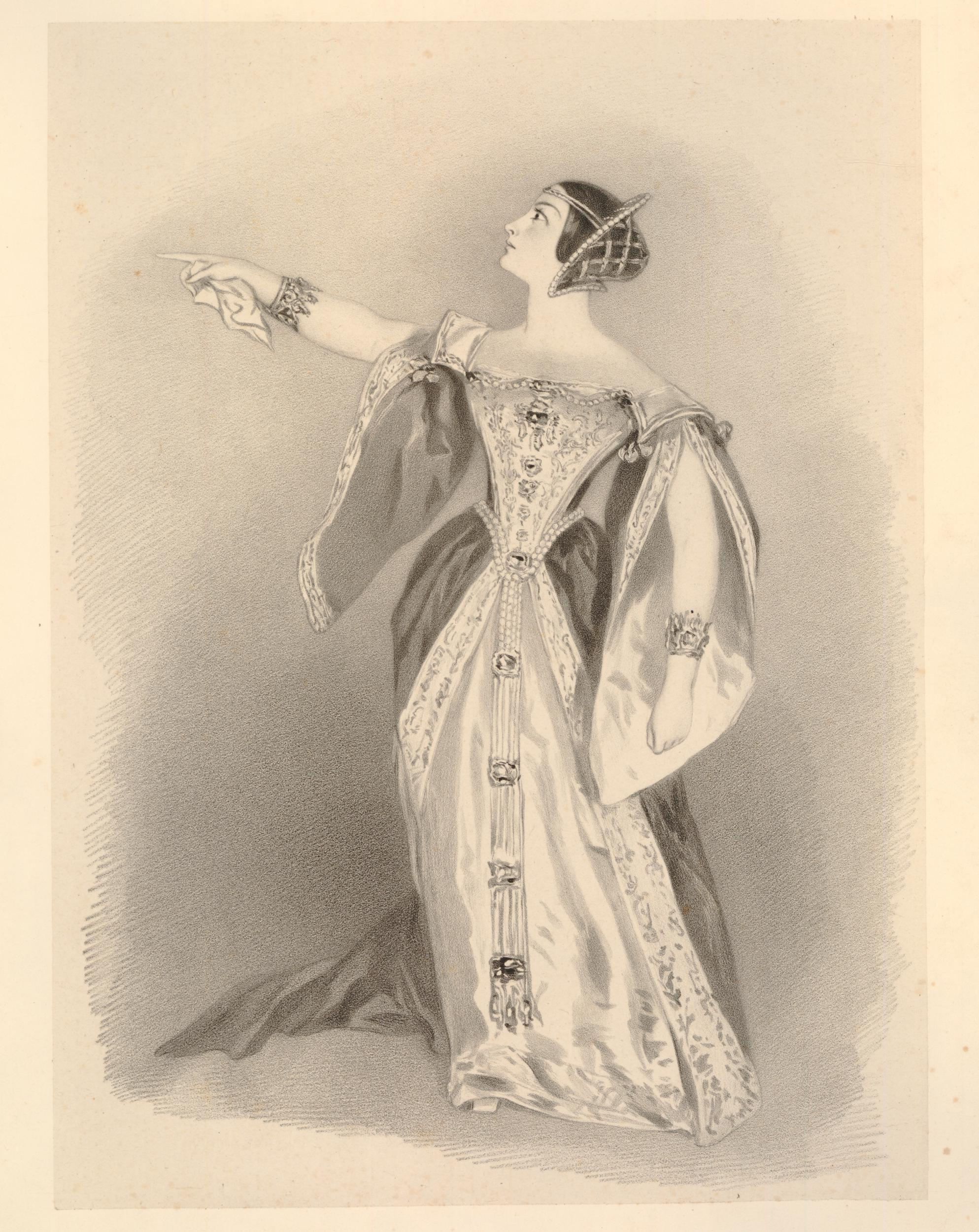
Giulia Grisi als Anna Bolena, um 1835

Anna Bolena wurde einer der größten Erfolge des Komponisten, als erste Oper Donizettis wurde sie bereits 1831 auch in Paris und London gespielt, wiederum mit Pasta und Rubini. In der Pariser Aufführung (unter dem französierten Titel Anne de Boulen) sangen außerdem die junge Eugenia Tadolini als Giovanna Seymour und Luigi Lablache als Enrico VIII. Die Tadolini sang später auch die Titelrolle (u. a. Bergamo 1843). Weitere berühmte Interpretinnen der Titelrolle im 19. Jahrhundert waren Giuseppina Ronzi de Begnis (Neapel 1832), Carolina Ungher (u. a. Florenz 1834), Giulia Grisi (u. a. in Paris und London 1835), Giuditta Grisi (u. a. London 1839), Jenny Lind und Rosina Penco.
Im deutschen Sprachraum ging das Werk zum ersten Mal am 26. Februar 1833 am k. k. Hoftheater in Wien über die Bühne und im selben Jahr auch in Dresden. Außerhalb Italiens war die Oper unter anderem 1834 in Lissabon zu hören, 1835 in Barcelona, 1837 in Porto, 1840 in Valencia und 1844 in Rio de Janeiro.
Die Oper blieb bis in die 1870er Jahre im Repertoire und wurde dann allmählich vergessen.
Wiederentdeckt wurde Anna Bolena nach einer Inszenierung in Bergamo im Jahr 1956 und nach einer Produktion in der Mailänder Scala im darauf folgenden Jahr mit Maria Callas in der Titelrolle. Von dieser Produktion existiert nur ein Live-Mitschnitt; eine Studioaufnahme machte die Callas aber von der abschließenden Wahnsinnsszene. Später wurde die Titelpartie von allen bedeutenden Belcanto-Interpretinnen des 20. Jahrhunderts auf der Bühne oder im Konzert gesungen, namentlich von Leyla Gencer, Elena Souliotis, Beverly Sills, Montserrat Caballé, Joan Sutherland, Nelly Miricioiu und Edita Gruberová (siehe Liste der CD-Einspielungen).
Auch im 21. Jahrhundert wurde die Oper bereits mehrfach auf die Bühne gebracht (Stand 2021), unter anderem 2011 in Wien mit Anna Netrebko in der Titelrolle, Ildebrando D’Arcangelo (Enrico) und Elina Garanca (Giovanna). 2014 in Rom gab es eine erste Produktion mit Originalinstrumenten, mit dem Orchester Europa Galante unter Fabio Biondi und mit Marta Torbidoni (Anna Bolena), Federico Benetti (Enrico) und Laura Polverelli (Giovanna) (siehe Liste der DVDs).

## Einspielungen (Auswahl)

### CD
- 1957: mit Maria Callas (Anna Bolena), Nicola Rossi-Lemeni (Enrico), Giulietta Simionato (Giovanna), Gianni Raimondi (Percy), Gabriella Carturan (Smeton) u. a., Chor und Orchester der Mailänder Scala, Dir.: Gianandrea Gavazzeni (Live-Mitschnitt einer Aufführung vom 14. oder 17. April 1957; unter anderem bei Melodram und EMI)
- 1958: mit Leyla Gencer (Anna Bolena), Plinio Clabassi (Enrico), Giulietta Simionato (Giovanna), Aldo Bertocci (Percy), Anna Maria Rota (Smeton) u. a., Chor und Orchestra Sinfonica della RAI di Milano, Dir.: Gianandrea Gavazzeni (urspr. Radioaufnahme der RAI; als CD u. a. bei Sony und Nuova Era)
- 1970: mit Elena Souliotis (Anna Bolena), Nicolai Ghiaurov (Enrico), Marilyn Horne (Giovanna), John Alexander (Percy), Janet Coster (Smeton) u. a., Chor der Wiener Staatsoper und Wiener Philharmoniker, Dir.: Silvio Varviso (Decca)
- 1973: mit Beverly Sills (Anna Bolena), Paul Plishka (Enrico), Shirley Verrett (Giovanna), Stuart Burrows (Percy), Patricia Kern (Smeton) u. a., John Alldis Choir, London Symphony Orchestra, Dir.: Julius Rudel (Westminster)
- 1982: mit Montserrat Caballé (Anna Bolena), Cesare Siepi (Enrico), Alicia Nafé (Giovanna), Luis Lima (Percy), Jane Berbié (Smeton) u. a., Chor und Orchester des Gran Teatre del Liceu, Dir.: Armando Gatto (Live-Aufnahme; als CD u. a. bei The Opera Lovers oder Premiere Opera)
- 1982: mit Cecilia Gasdia (Anna Bolena), Paul Plishka (Enrico), Elena Obraztsova (Giovanna), Antonio Savastano (Percy), Elena Zilio (Smeton) u. a., Chor und Orchester der Mailänder Scala, Dir.: Giuseppe Patanè (Live-Aufnahme; als CD u. a. bei House of Opera)
- 1987: mit Joan Sutherland (Anna Bolena), Samuel Ramey (Enrico), Susanne Mentzer (Giovanna), Jerry Hadley (Percy), Bernadette Manca Di Nissa (Smeton) u. a., Chor und Orchester der Welsh National Opera, Dir.: Richard Bonynge (Decca)
- 1989: mit Nelly Miricioiu (Anna Bolena), Jean-Philippe Courtis (Enrico), Cynthia Clarey (Giovanna), Gregory Kunde (Percy), Helene Schneiderman (Smeton) u. a., Groot Omroepkoor und Radio Symphonie Orkest, Dir.: Kenneth Montgomery (urspr. Radio-Aufnahme; als CD bei House of Opera)
- 1994: mit Edita Gruberová (Anna Bolena), Stefano Palatchi (Enrico), Delores Ziegler (Giovanna), José Bros (Percy), Helene Schneiderman (Smeton) u. a., Chor und Orchester des Hungarian Radio & Television, Dir.: Elio Boncompagni (Nightingale Classics)

### DVD
- 1984 (Toronto): mit Joan Sutherland (Anna Bolena), James Morris (Enrico), Judith Forst (Giovanna), Michael Myers (Percy), Janet Stubbs (Smeton) u. a., Canadian Opera Company, Dir.: Richard Bonynge (CBC/VAI)
- 2011 (Wien): mit Anna Netrebko (Anna Bolena), Ildebrando D’Arcangelo (Enrico), Elina Garanca (Giovanna), Francesco Meli (Percy), Elisabeth Kulman (Smeton) u. a., Chor und Orchester der Wiener Staatsoper, Dir.: Evelino Pidò (Deutsche Grammophon)
- 2014 (Rom): mit Marta Torbidoni (Anna Bolena), Federico Benetti (Enrico), Laura Polverelli (Giovanna), Moisés Marín García (Percy), Martina Belli (Smeton) u. a., Belcanto Chorus, Europa Galante (mit Originalinstrumenten), Dir.: Fabio Biondi (Version von 1840; Dynamic)